# Pi Piscis Austrini
Pi Piscis Austrini (π PsA / HD 217792 / HR 8767) es una estrella en la constelación de Piscis Austrinus de magnitud aparente +5,14 que se encuentra a 93 años luz del sistema solar.
Es una estrella de la secuencia principal de tipo espectral F1V con una temperatura efectiva de 7143 K.
Su velocidad de rotación proyectada —límite inferior de la misma—, es de 28 km/s, unas 14 veces más rápida que la del Sol.
Posee una metalicidad significativamente menor que la de nuestra estrella ([M/H] = -0,30) y su edad se estima en 900 millones de años.
Pi Piscis Austrini es una binaria espectroscópica con un período orbital de 178,32 días.
La separación media entre las dos componentes es de aproximadamente 0,7 UA y la órbita es muy excéntrica (ε = 0,53).
Aunque en un principio se pensó que la estrella acompañante podía ser de tipo F3V, hoy se cree que se trata de una estrella de baja masa.
En consecuencia, la estrella principal puede tener una masa de 1,6 masas solares con una luminosidad 6 veces superior a la del Sol.
Pi Piscis Austrini muestra un exceso de radiación infrarroja a 70 μm, indicando la existencia de un disco circunestelar de polvo rodeando a la estrella. La temperatura de las partículas de polvo es de 127 K, estando situadas en una órbita estable a 12 UA de la binaria.